# Muskéta

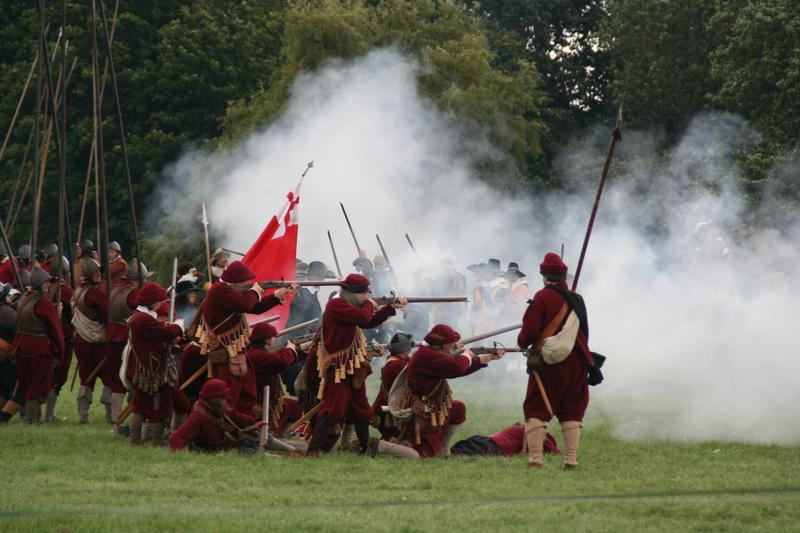
Tüzelő muskétások, mellettük pikások egy 2005-ös angliai hadijátékon. Jól megfigyelhetők a muskétások öveire felakasztott, kiporciózott lőporos egységcsomagok

A muskéta vagy muskatér a kézi tűzfegyverek csoportjába tartozó fegyver, a mai kézi lőfegyverek tulajdonképpeni elődje. Elsütőszerkezete kanócos lakattal működik. Használója a muskétás.

## Története
A puskapor hadászati célú felhasználásával kezdett elterjedni a tűzfegyverek gyártása. Az első muskéták a 14. században jelentek meg, hosszú, tömör, hengerformájú fegyverek voltak, amelynek hátsó végén levő kis nyíláson (gyúlyuk) kanóccal lobbantották be a lőport, mely a csőben lévő lövedéket ellobbanásával kivetette. Eleinte nem is fémlövedékeket használtak, hanem sokszor inkább kavicsot töltöttek a muskétába. Az első muskéták azonban nem voltak annyira hatékony fegyverek, a lövések kis hányada talált telibe, s néha az sem okozott halált, vagy halálos sebet. Inkább pszichikai hatást fejtett ki, például azzal, hogy megrémítette hangjával az ellenséget, vagy annak állatait.
Vigyázni kellett, nehogy benedvesedjék a fegyver, s nem volt szabad túl kevés, vagy túl sok port tölteni bele, mert különben a golyó nem repült ki, vagy a puska szétrobbant. Az esőzések és erős szelek végképp lehetetlenné tették nyílt terepen a muskéták használatát (utóbbiak ellen később a serpenyőket zárófedéllel látták el).
Az európai seregek kezdték először alkalmazni a muskétákat, amiket csak a gyalogosok használtak. Állandó használattal viszont nem európai, hanem ázsiai haderő, az oszmán hadsereg vezette be a muskétát, de csak a reguláris gyalogosaik, a janicsárok egy részét fegyverezték fel ezzel a fegyverrel.
Magyarországon Mátyás király serege, a fekete sereg használt először nagyobb számban muskétákat.
Bár a tűzfegyverek jelentőségét felismerték az emberek, ez a lőfegyver nem volt pontos, csekély volt a tűzhatása, alacsony volt a tűzgyorsasága és lassan töltötték újra, ezért alkalmazója viszonylag sebezhető volt a harctéren. Célja inkább az ellenség sorainak ritkítása lett, a támadók erejének csökkentése. A döntő szó továbbra is a szálfegyvereké maradt, elsősorban a hosszú szálfegyvereké, mint amilyen a pika.
Pontosság és tűzgyorsaság tekintetében még mindig jobb volt egy íj, de alapvető különbség volt a két fegyver használata között. Ahhoz, hogy egy íjat fel tudjon íjásza ajzani és a nyílvesszőt megfelelően pontosan kilőni, akár több éves gyakorlatra is szükség volt. Egy muskétás kiképzése azonban nem tartott tovább néhány hétnél.
Az oroszok a 16. században (az oszmánok után) önálló muskétás csapategységeket szerveztek IV. (Rettegett) Iván idején: ezek voltak a sztrelecek, akik nehézmuskétákkal voltak felszerelkezve, emellé kiegészítő fegyverként nagy bárdokat alkalmaztak, amit a közelharcban vetettek be. A törökök a 16. században már minden gyalogosukat muskétával szerelték fel. Ezek a csapattestek viszont továbbra is csak a „tüzet” szolgáltatták, a tényleges támadó erőt a lovasság adta, később ezen bukott meg a török taktika.
A törökök után a lengyel hadsereg volt az, amely minden gyalogost tűzfegyverrel látott el, de ezek mellé a katonák kaptak orosz mintára alabárdot is.
A muskéta végére felhelyezhető szuronyt már a 16. században is használták, de eleinte csak vadászatokon a megsebzett vadállatok ledöfésére. A 17. században egyre elterjedtebb volt a harcászatban is, s a 18. században végleg felváltotta a pikát. Ennek másik oka az volt, hogy az új muskéták már pontos, gyors és könnyebben tölthető fegyverek voltak.

## Típusai

### Méret szerint
A lőfegyvereket méret szerinti osztályozásakor a mérvadó az volt, hogy az adott fegyverhez egy font ólomból hány golyót lehetett kiönteni. A hosszabb csövű és nehezebb fegyvereket lövés közben alátámasztották. E célra jellemzően egy fapálcára szerelt tartóvilla szolgált, de előfordultak kampóval ellátott rövid lándzsák és rövid alabárdok is.
| Típus            | Golyó/font | Hossz(hüvelyk) | Tömeg(font) | Perc/lövés | Lőtáv | Villa?     |
| ---------------- | ---------- | -------------- | ----------- | ---------- | ----- | ---------- |
| Dupla muskéta    | 8          | 65+            | 20          | 3          | 250   | Igen       |
| Egyszerű muskéta | 10-12      | 55             | 16          | 2,5        | 225   | Igen       |
| Félmuskéta       | 14-15      | 48             | 12-14       | 2          | 200   | Opcionális |
| Karabély         | 16         | 45             | 12          | 1,5        | 150   | Nincs      |
| Arkebúz          | 20-24      | 35-40          | 10-12       | 1          | 100   | Igen       |

### Működési elv szerint
A muskétákat aszerint is csoportosíthatjuk, hogy a főtöltet begyújtását milyen mechanizmus végezte. Az alapelv közös volt: a csőbe a csőtorkolat felől beszórt durvább szemű lőporra golyót és fojtást tettek. A fojtás meggátolta a lőporgáz azonnali távozását, így segítségével nagyobb töltőűri nyomást és hajtóerőt értek el. A főtöltetet a cső oldalán lévő serpenyőbe szórt,  finomra őrölt lőpor lángja gyújtotta be egy furaton, a gyúlyukon keresztül. 
Ennek az ú.n. felporzó lőpornak a meggyújtására többféle rendszerű lakatszerkezetet alkalmaztak.

#### Kanócos
A 15. század második felében jelenik meg, amely elsütőbillentyű segítségével mozgatja a gyújtókanócot. Kezdetben ez csak egy forgócsap körül elforduló fémpálca volt, amelyet később rugóval is elláttak. Az elsütőbillentyű kezdetben a számszeríjak lehúzókarjára hasonlított, majd idővel lerövidült.
A kanóc egy salétrommal átitatott zsinór, amelyet a lövészek az ujjuk között tartanak. A salétrom magasabb izzási hőmérsékletet biztosít, így biztosabbá teszi a gyújtást. Az üzembiztosság tovább fokozható azzal, ha mindkét végén meggyújtják, így az esetlegesen kialvó kanócot nem kell újból meggyújtani.

#### Keréklakatos
A keréklakat lelke egy rovátkolt acélkerék, amelyen egy piritdarab csihol szikrákat. A kerék pereme a serpenyőben fut, ide szórják a felporzó lőport, így a szikra közvetlenül a lőporszemcsék között keletkezik. A lakatot egy felhúzókulccsal húzzák fel, majd a piritet befogó kakast rácsukják a serpenyőfedélre. A felhúzáskor megfeszülő főrugó elsütéskor elforgatja a kereket, és egy ezzel összehangolt mechanizmus kinyitja a serpenyőfedelet. A piritdarab hozzáér az acélkerékhez, és szikra keletkezik.
A kanócos lakatnál valamivel megbízhatatlanabb, de gyorsabban tűzkésszé tehető, mivel nem kell a kanóc körülményes kezelésével törődni.

#### Kombinált megoldások
A keréklakat viszonylagos megbízhatatlanságát kiküszöbölendő, esetenként kanócos szerkezettel is kiegészítették a keréklakatokat.

#### Kovás
A 17. században terjednek el a kovás lőfegyverek. Az elsütőbillentyű meghúzásakor a kakas pofái között lévő tűzkő rácsapott a lőporserpenyő felett elhelyezett ún. szikravető lemezre, amely kialakítása folytán a kicsapott szikrák belehullottak a felporzó lőporba és begyújtották azt. Ezek a fegyverek már nagyobb tűzhatásúak és pontosabbak voltak, ezzel párhuzamosan a hadseregek már csökkentették a szálfegyveresek létszámát is. De nem elsősorban a fegyverek fejlettségére építettek a hadvezetések, hanem hogy minél gyorsabban tudják tölteni és elsütni a muskétások fegyvereiket. Épp ezért állandóvá váltak a rendszeres gyakorlatozások. Egységesítették továbbá a fegyverek űrméreteit, a lövedékeket és a felhasználandó lőpormennyiségeket és -minőségeket is.
Gyutacsos
A gyutacs egy 2-3 mm átmérőjű és kb. 1 cm hosszúságú henger, melyet durranóhigannyal töltöttek meg. Ezt helyezték egy megfelelően kialakított részre, amely a lőporos serpenyő helyét váltotta. A ravasz meghúzásával a kakas rácsapott a gyutacsra, amelyben a durranóhigany felrobbant. Az így keletkezett szúróláng a gyúlyukon keresztül berobbantotta a csőben lévő lőportöltetet, és a keletkező gőzök kirepítették a lefojtott lövedéket. Ez a mechanizmus felgyorsította a töltést, és a 19. században a reguláris erőknél felváltotta a kovás puskákat. További nagy előnye volt, hogy az esetleges esőzés nem lehetetlenítette el a használatát. Az 1848-49-es szabadságharc novemberében megszűntek a külföldi beszerzés lehetőségei (elsősorban angol és belga fegyvergyártóktól vásároltunk fegyvereket). A szervezésben álló honvédség alakulatai közül csak azok rendelkeztek a korszerűbb gyutacsos puskákkal, akik azelőtt a császár seregében szolgáltak. Kovás puskák viszont nagy számban álltak rendelkezésre. A kormány rendelkezésére a hadiiparunk ezután ezeket a fegyvereket alakította át gyutacsos lakatúvá, melyek nagyban hozzájárultak a kiképzett honvédek felszereléséhez. 